# Équipe cycliste Sengers Ladies
L'équipe cycliste Sengers Ladies est une ancienne équipe cycliste féminine belge. Créée en 2011, elle devient UCI l'année suivante. Elle était dirigée par Marc Bracke. Elle a notamment eu dans ses rangs Anna van der Breggen.

## Classements UCI
Ce tableau présente les places de l'équipe au classement de l'Union cycliste internationale en fin de saison, ainsi que la meilleure cycliste au classement individuel de chaque saison.
| Année | Classement par équipes | Meilleure coureuse au classement individuel |
| 2012  | 15e                    | Anna van der Breggen (15e)                  |
| 2013  | 6e                     | Anna van der Breggen (5e)                   |

Le tableau ci-dessous présente les classements de l'équipe sur la Coupe du monde, ainsi que sa meilleure coureuse au classement individuel.
| Année | Classement par équipes | Meilleure coureuse au classement individuel |
| 2012  | 24e                    | Anna van der Breggen (14e)                  |
| 2013  | 5e                     | Anna van der Breggen (4e)                   |

## Principales victoires

### Compétitions internationales
Cyclisme sur route
- Championnats d'Europe espoirs : 1
  - Contre-la-montre : 2012 (Anna van der Breggen)
- Jeux des petits États d'Europe : 3
  - Course en ligne : 2013 (Christine Majerus)
  - Contre-la-montre : 2013 (Christine Majerus)
  - VTT : 2013 (Christine Majerus)

### Championnats nationaux
Cyclisme sur route
- Championnats de Belgique : 1
  - Course en ligne : 2011 (Evelyn Arys)
- Championnats du Luxembourg : 2
  - Course en ligne : 2013 (Christine Majerus)
  - Contre-la-montre : 2013 (Christine Majerus)

Cyclo-cross
- Championnats du Luxembourg : 1
  - Élites : 2013 (Christine Majerus)

## Encadrement de l'équipe
Marc Bracke est le directeur sportif et le représentant auprès de l'UCI de l'équipe pendant son existence. En 2012, il est assisté de Filip Thoen et en 2013 de Julia Verwulgen
.

## Sponsors
Le constructeur de machine Sengers Metaal B.V. est le partenaire principal de l'équipe. Les cycles sont fournis par n7even en 2013

## Sengers Ladies en 2013

### Arrivées et départs
| Arrivée          | Équipe 2012         |
| ---------------- | ------------------- |
| Evelyn Arys      |                     |
| Sanne Bamelis    |                     |
| Sofie De Vuyst   | Lotto Soudal Ladies |
| Gabriele Jankute |                     |
| Veronika Kormos  |                     |
| Maaike Polspoel  |                     |
| Julia Soek       |                     |

| Départ              | Équipe 2013                  |
| ------------------- | ---------------------------- |
| Eline De Roover     | Topsport Vlaanderen-Bioracer |
| Eveline Dergent     |                              |
| Claudia Koster      |                              |
| Sofie Leemans       |                              |
| Anouk Rockx         |                              |
| Emma Silversides    |                              |
| Céline van Severen  | Lotto-Belisol Ladies         |
| Cindy Vandermeulen  |                              |
| Karen Verhestraeten |                              |

### Effectif
| Coureuse             | Date de naissance | Nationalité | Équipe 2012                  |
| -------------------- | ----------------- | ----------- | ---------------------------- |
| Evelyn Arys          | 21 juillet 1990   | Belgique    | Kleo Ladies                  |
| Sanne Bamelis        | 24 février 1991   | Belgique    |                              |
| Kimberly Buyl        | 11 septembre 1988 | Belgique    | Sengers                      |
| Sofie De Nys         | 3 novembre 1985   | Belgique    | Sengers                      |
| Sofie De Vuyst       | 2 avril 1987      | Belgique    | Lotto Soudal Ladies          |
| Gabriele Jankute     | 18 décembre 1993  | Lituanie    |                              |
| Vera Koedooder       | 31 octobre 1983   | Pays-Bas    | Sengers                      |
| Veronika Kormos      | 17 août 1992      | Hongrie     |                              |
| Birgit Lavrijssen    | 16 janvier 1991   | Pays-Bas    | Sengers                      |
| Christine Majerus    | 25 février 1987   | Luxembourg  | GSD Gestion                  |
| Maaike Polspoel      | 28 mars 1989      | Belgique    | Topsport Vlaanderen - Ridley |
| Inge Roggeman        | 13 avril 1981     | Belgique    | Sengers                      |
| Geerike Schreurs     | 19 mai 1989       | Pays-Bas    | Sengers                      |
| Julia Soek           | 12 décembre 1990  | Pays-Bas    |                              |
| Anna van der Breggen | 18 avril 1990     | Pays-Bas    | Sengers                      |

## Déroulement de la saison
En 2013, au Grand Prix international de Dottignies, un groupe d'échappée de treize concurrentes se détache à 20 km de l'arrivée avec parmi elles Vera Koedooder. Cette dernière attaque à 3 km du but et s'impose en solitaire. Le 21 avril, elle s'impose au circuit de Borsele.
Lors de l'Erondegemse Pijl, l'équipe réalise le triplet. Maaike Polspoel s'impose en solitaire, tandis que Sofie de Vuyst et Christine Majerus règlent le peloton.

### Victoires
| Date       | Course                                             | Pays       | Cat. | Vainqueur         |
| ---------- | -------------------------------------------------- | ---------- | ---- | ----------------- |
| 13 janvier | championnats du Luxembourg de cyclo-cross          | Luxembourg | CN   | Christine Majerus |
| 1er avril  | Gran Prix International Dottignies                 | Belgique   | 1.2  | Vera Koedooder    |
| 20 avril   | Circuit de Borsele                                 | Pays-Bas   | 1.2  | Vera Koedooder    |
| 28 mai     | Jeux des petits États d'Europe du contre-la-montre | Luxembourg | 0    | Christine Majerus |
| 30 mai     | Jeux des petits États d'Europe sur route           | Luxembourg | 0    | Christine Majerus |
| 31 mai     | Jeux des petits États d'Europe VTT                 | Luxembourg | 0    | Christine Majerus |
| 20 juin    | Championnats du Luxembourg du contre-la-montre     | Luxembourg | CN   | Christine Majerus |
| 22 juin    | Championnats du Luxembourg sur route               | Luxembourg | CN   | Christine Majerus |
| 12 juillet | 2e étape du Tour de Bretagne                       | France     | 2.2  | Vera Koedooder    |
| 28 juillet | Tour de Bochum                                     | Allemagne  | 1.1  | Christine Majerus |
| 3 août     | Erondegemse Pijl                                   | Belgique   | 1.2  | Maaike Polspoel   |